# 3813 Fortov
3813 Fortov (1970 QA1) là một tiểu hành tinh vành đai chính được phát hiện ngày 30 tháng 8 năm 1970 bởi Smirnova, T. ở Nauchnyj.